# Зореутворення

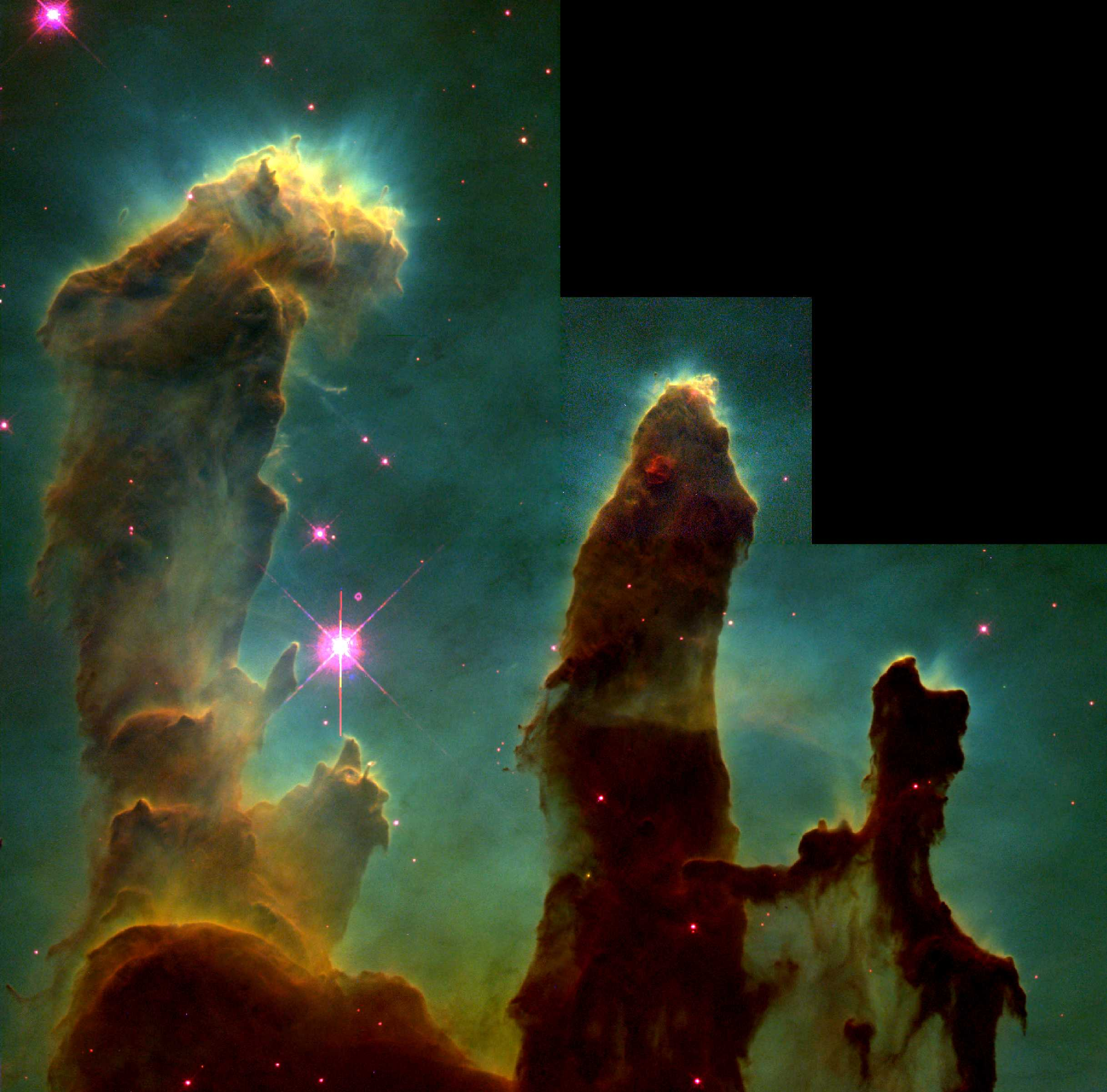
Народження нових зір у туманності Орла. Це зображення отримане телескопом Хаббла в результаті комбінації 32 різних зображень із 4-х окремих камер, що реєстрували зображення в різних діапазонах довжин хвиль. На цьому зображенні зелений колір відповідає водню, червоний — іонам сірки SII (S^{+}), а блакитний — двічі іонізованим атомам кисню OIII (O^{+2}).

Зореутво́рення — процес утворення зір із газопилових хмар. Результатом цього процесу є зоряне населення, загальна структура галактик (зокрема — спіральні рукави,  і хімічний склад міжзоряного середовища. Процес зореутворення є предметом астрофізики. 

## Основні відомості
Для початку процесу утворення зір із міжзоряних газопилових туманностей у галактиках потрібна наявність речовини в космосі, яка перебуває в стані гравітаційної нестійкості з тих чи інших причин. Наприклад, поштовхом до утворення можуть служити близькі до хмари газу вибухи наднових типів Ib/c і II, близькість до масивних зір з інтенсивним випромінюванням або наявність зовнішніх магнітних полів, таких, як магнітне поле Чумацького Шляху. Залежно від типу галактики, інтенсивне утворення зір відбувається або на випадково розподілених ділянках, або на ділянках, впорядкованих у спіральні структури галактик. Останнє, зокрема, відбувається в нашому Чумацькому Шляху, який є спіральною галактикою. Зореутворення має характер «локальних спалахів». Тривалість «спалаху» невелика, близько декількох мільйонів років, масштаб — до сотень парсек.
Склад ділянок міжзоряного газу, з яких відбулося формування зір, визначає хімічний склад останніх, що дозволяє провести датування формування конкретної зорі або віднести її до певного типу зоряного населення. Давніші зорі формувалися на ділянках, де практично не було важких елементів і, відповідно, позбавлені цих елементів у своїх атмосферах, що визначається на підставі спектральних спостережень. За кількістю зір того чи іншого населення визначається швидкість зореутворення на певній ділянці протягом тривалого часу. Крім спектральних характеристик зорі, первісний хімічний склад впливає на її подальшу еволюцію та, наприклад, на температуру та колір фотосфери.
З погляду еволюції Всесвіту є важливим знання історії темпу зореутворення. У нашу епоху вона становить 3—5 M☉ на рік. За сучасними даними у Чумацькому Шляху зараз переважно утворюються зорі з масами 1—10 M☉.

## Основні процеси
Базові процеси зореутворення містить виникнення гравітаційної нестійкості в хмарі, формування акреційного диска та початок термоядерних реакцій у надрах зорі. Останній процес також іноді називається народженням зорі. Початок термоядерних реакцій, як правило, зупиняє зростання маси небесного тіла, що формується, і сприяє утворенню нових зір навколо нього. Таким чином, зорі здебільшого утворюються скупченнями (наприклад, Плеяди).

## Опис
Еволюція окремої зорі починається в молекулярній хмарі, її також називають «зоряною колискою». Міжзоряне середовище у галактиках не є абсолютно «порожнім». Зазвичай воно містить від 0,1 до 1 молекули на см³. Хоча це дуже мало (за земними мірками), однак внаслідок дуже великих розмірів галактик, маса дифузної речовини доволі значна і розподілена вона нерівномірно. Молекулярна хмара має щільність близько мільйона молекул на см³. Маса такої хмари перевищує масу Сонця в 100 000 — 10 000 000 разів та має розміри від 50 до 300 світлових років у поперечнику.
У той час як молекулярна хмара обертається у складі галактики, деякі фактори можуть викликати її гравітаційний колапс. Наприклад, хмари можуть зіткнутися одна з одною, або одна з них може пройти через щільний рукав спіральної галактики. Іншим фактором може стати вибух наднової зорі, що стався неподалік, — ударна хвиля проходить через молекулярну хмару на величезній швидкості й призводить до збільшення густини на окремих її ділянках. Крім того, взаємодія галактик між собою здатна викликати спалах зореутворення, у міру того як газові хмари в кожній із галактик стискаються і збуджуються в результаті зіткнення.
При колапсі молекулярна хмара розділяється на частини, утворюючи дедалі дрібніші згустки. Фрагменти з масою менше ~ 100 сонячних мас здатні сформувати окрему зорю. У таких утвореннях газ швидко збирається в центральній частині, нагрівається від стиснення, викликаного вивільненням гравітаційної потенційної енергії, перетворюється на кулястий об'єкт, що обертається, і хмара стає протозорею. Зі збільшенням температури та густини у центрі розпочинаються термоядерні реакції.
На початковій стадії свого існування зорі, як правило, приховані від зовнішнього спостереження щільною хмарою пилу й газу. Часто силуети таких «коконів» можна спостерігати на тлі яскравого випромінювання навколишнього газу. Такі утворення отримали назву глобул Бока.
Деяка частка протозір не досягає температури в центрі, достатньої для реакцій водневого циклу, у них відбуваються лише реакції за участі дейтерію та літію. Такі зорі отримали назву «коричневих карликів», їхня маса не перевищує однієї десятої сонячної. Такі зорі швидко витрачають невеликі запаси дейтерію та літію й поступово згасають (за кілька сотень мільйонів років). У масивніших протозір температура в центрі досягає 10 мільйонів К, що робить можливим синтез гелію з водню. Початок цієї термоядерної реакції встановлює гідростатичну рівновагу, запобігаючи подальшому гравітаційному колапсу ядра. Відтак зоря тривалий час існуватиме в стабільному стані.